# Municipio de Río Blanco (kommun i Guatemala)
Municipio de Río Blanco är en kommun i Guatemala.   Den ligger i departementet Departamento de San Marcos, i den västra delen av landet, 130 km väster om huvudstaden Guatemala City.